# Viby socken, Närke
Viby socken i Närke ingick i Grimstens härad, uppgick 1965 i Hallsbergs köping och området ingår sedan 1971 i Hallsbergs kommun i Örebro län och motsvarar från 2016 Viby distrikt.
Socknens areal var 151,77 kvadratkilometer, varav 147,80 land. År 2000 fanns här 2 986 invånare. Tätorterna Östansjö och Vretstorp samt kyrkbyn Viby med sockenkyrkan Viby kyrka ligger i socknen.

## Administrativ historik
Viby socken har medeltida ursprung. Ur socken utbröts 20 augusti 1587 Tivedsbodarne socken.
Vid kommunreformen 1862 övergick socknens ansvar för de kyrkliga frågorna till Viby församling och för de borgerliga frågorna till Viby landskommun. Landskommunen inkorporerade 1952 Tångeråsa landskommun, uppgick 1965 i Hallsbergs köping som 1971 uppgick i Hallsbergs kommun. Församlingen uppgick 2006 i Edsbergs församling.
1 januari 2016 inrättades distriktet Viby, med samma omfattning som församlingen hade 1999/2000.
Socknen har tillhört fögderier, tingslag och domsagor enligt vad som beskrivs i artikeln Grimstens härad.  De indelta soldaterna tillhörde Närkes regemente och Askersunds kompani.

## Geografi
Viby socken ligger väster om Hallsberg kring Vibysjön. Socknen är huvudsakligen en slättbygd på Närkeslätten men i söder, söder om Hallsbergsförkastningen en skogsbygd med höjder som når 204 meter över havet.
Väster om Vibysjön löper en rullstensås och på den en gammal landsväg från Askersund och Snavlunda i söder och vidare mot Edsberg och Fjugesta i norr. Kyrkan ligger norr om sjön och prästgården ligger uppe på åsens krön med utsikt över vägen, sjöns norra spets och kyrkan. Ett tingshus (59°01′58″N 14°51′26″Ö / 59.03278°N 14.85722°Ö) för Grimstens härad ligger sydväst om sjön. 
Omkring 1860 drogs Västra stambanan fram söder om sjön, från Hallsberg och Östansjö i öster till Laxå i sydväst. Där landsvägen mot Askersund korsar järnvägen anlades stationssamhället Vretstorp, som övertagit kyrkbyns centrala roll i trakten. Mellan sjön och samhället går europaväg E20, som sedan början av 2000-talet är motorväg härifrån och norrut mot Örebro och Arboga. 
Den närkingska dialektens karaktäristiskt surrande i-ljud är som mest utvecklat i Viby och kallas därför Viby-i. Revyartisten Peter Flack har gjort ett stort nummer av att hans rollfigur Hjalmar Berglund kommer just från "Viiiby".

## Fornlämningar
En hällkista från stenåldern och 14 gravfält från järnåldern med stensättningar och domarringar är funna, bland gravfältet finns landskapets största vid Nalaviberg. Dessutom finns tre fornborgar och en runristning. En medeltida guldring med runor har påträffats vid Väla.

## Namnet
Namnet (1280 Vigby) kommer från kyrkbyn. Förleden innehåller vik syftande på en vik av Vibysjön. Efterleden är by, 'gård; by'.

## Befolkningsutveckling
| Befolkningsutvecklingen i Viby socken, Närke 1800–1990                                                  | Befolkningsutvecklingen i Viby socken, Närke 1800–1990 | Befolkningsutvecklingen i Viby socken, Närke 1800–1990 | Befolkningsutvecklingen i Viby socken, Närke 1800–1990 | Befolkningsutvecklingen i Viby socken, Närke 1800–1990 |
| --- | ------------------------------------------------------ | ------------------------------------------------------ | ------------------------------------------------------ | ------------------------------------------------------ |
| |                                                        |                                                        |                                                        |                                                        |
| År |                                                        |                                                        | Folkmängd                                              |                                                        |
| 1800 | 1800                                                   |                                                        | 2 347                                                  |                                                        |
| 1810 | 1810                                                   |                                                        | 2 459                                                  |                                                        |
| 1820 | 1820                                                   |                                                        | 2 480                                                  |                                                        |
| 1830 | 1830                                                   |                                                        | 2 736                                                  |                                                        |
| 1840 | 1840                                                   |                                                        | 3 069                                                  |                                                        |
| 1850 | 1850                                                   |                                                        | 3 311                                                  |                                                        |
| 1860 | 1860                                                   |                                                        | 3 461                                                  |                                                        |
| 1870 | 1870                                                   |                                                        | 4 075                                                  |                                                        |
| 1880 | 1880                                                   |                                                        | 4 233                                                  |                                                        |
| 1890 | 1890                                                   |                                                        | 4 267                                                  |                                                        |
| 1900 | 1900                                                   |                                                        | 4 351                                                  |                                                        |
| 1910 | 1910                                                   |                                                        | 4 204                                                  |                                                        |
| 1920 | 1920                                                   |                                                        | 4 160                                                  |                                                        |
| 1930 | 1930                                                   |                                                        | 3 851                                                  |                                                        |
| 1940 | 1940                                                   |                                                        | 3 696                                                  |                                                        |
| 1950 | 1950                                                   |                                                        | 3 716                                                  |                                                        |
| 1960 | 1960                                                   |                                                        | 3 584                                                  |                                                        |
| 1970 | 1970                                                   |                                                        | 3 147                                                  |                                                        |
| 1980 | 1980                                                   |                                                        | 3 295                                                  |                                                        |
| 1990 | 1990                                                   |                                                        | 3 193                                                  |                                                        |
| Anm: Källor: Umeå universitet - Tabellverket 1749-1859, Demografiska databasen, CEDAR, Umeå universitet |                                                        |                                                        |                                                        |                                                        |

## Kända personer från bygden
- Sara Grahn, landslagsmålvakt, damkronorna,
- Tobias Karlsson, dansare,
- Olof Erikson i Övre Odensvi, riksdagsman
- Gustaf Fredrik Göthlin fysiolog, professor
- Emil Kåberg ishockeyspelare i Örebro Hockey
- David Lund, pionjär inom svensk socialpsykologi
- Rutger Sernander, botanist, kulturhistoriker, professor
- Hjalmar Berglund, fiktiv revykaraktär, spelad av Peter Flack